# St. Georg (Bremen-Huchting)

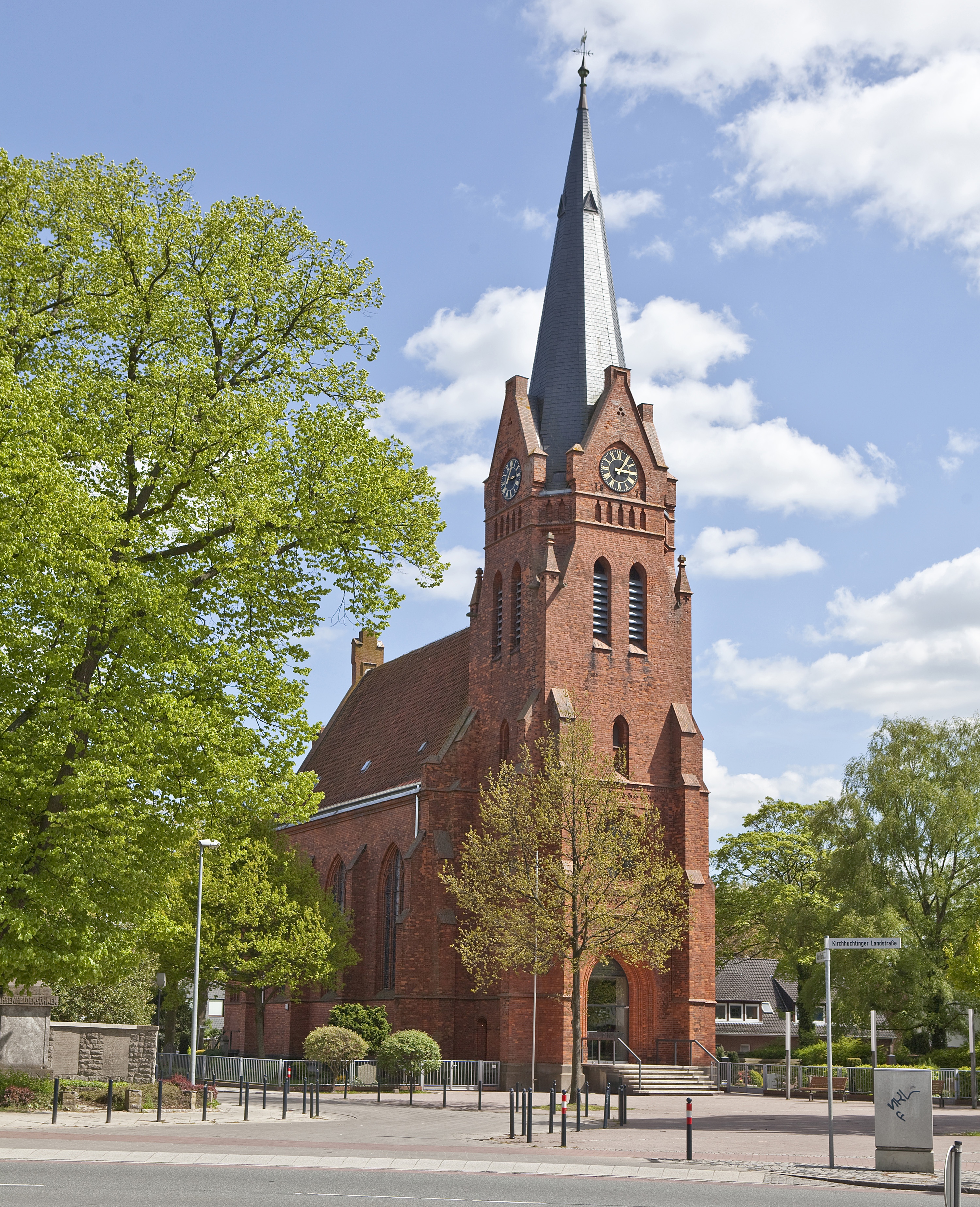
St.-Georgs-Kirche

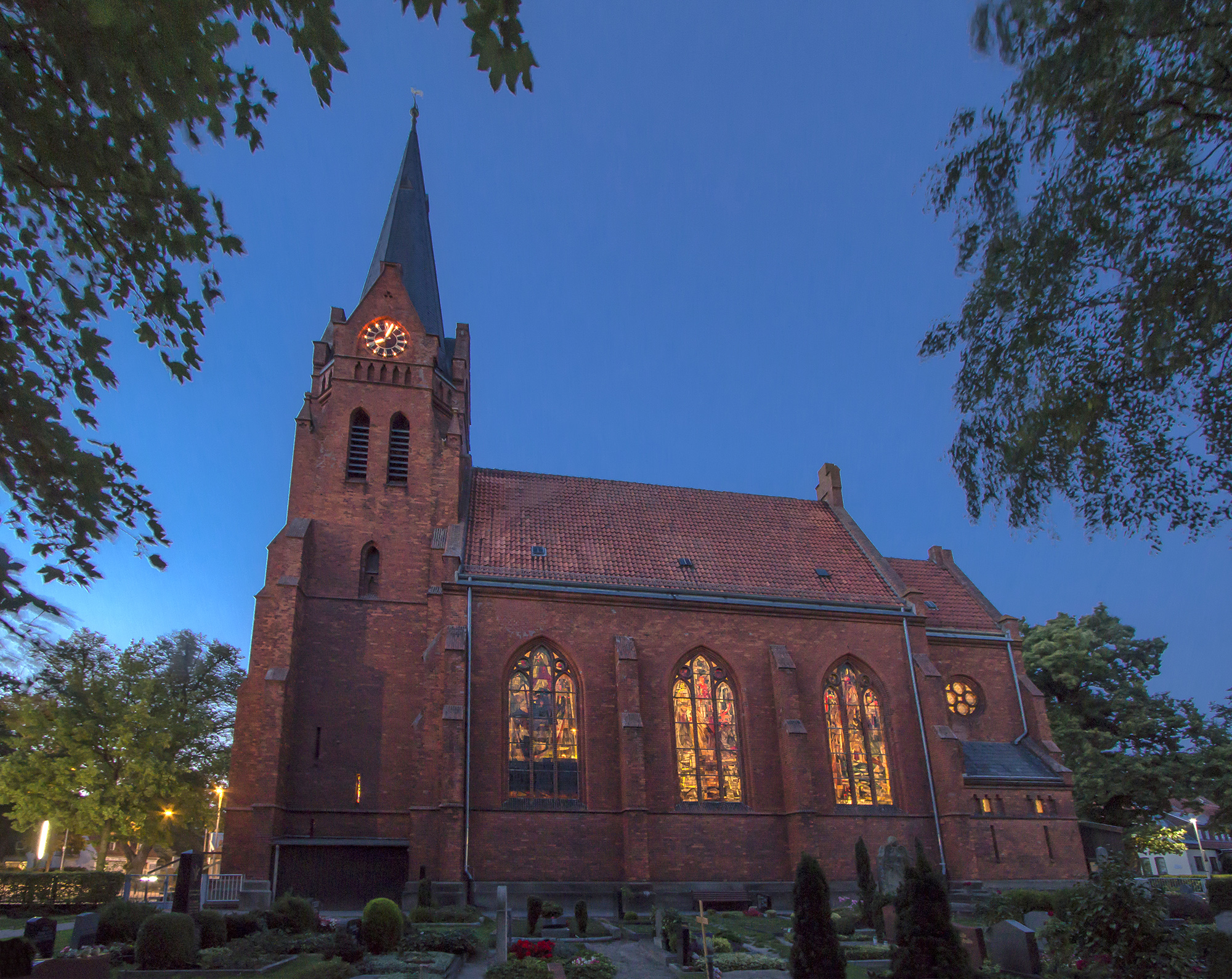
Südseite

Die Kirche St. Georg im Bremer Stadtteil Huchting gehört zur evangelischen St.-Georgs-Gemeinde. Der neugotische Ziegelsteinbau 
mit Westturm und eingezogenem Rechteckchor wurde 1877–1879 an Stelle einer mittelalterlichen Kirche errichtet. Seit 1994 steht das Gebäude unter Denkmalschutz.

## Geschichte
Urkundlich nachweisbar ist 1266 in Huchting eine einschiffige, kleine Dorfkirche aus Feldsteinen, mit einem kleinen quadratischen Westturm. Vermutlich war sie um Jahrzehnte älter und über Jahrhunderte das kirchliche Zentrum der Dörfer Kirch-, Mittels- und Brokhuchting. Vergleichbare mittelalterliche Backsteinbauten sind noch in den Nachbargemeinden Stuhr und Arsten erhalten. Die alte Huchtinger Kirche ist auf einer Informationstafel neben der Kirche abgebildet und in einer Radierung von Stöver von 1820, einer Zeichnung von Homann von 1825 sowie auf einem Foto von um 1875.
Von 1877 bis 1879 entstand die heutige Kirche nach Plänen der Architekten Eduard Gildemeister und Henrich Deetjen. Die Grundsteinlegung erfolgte 28. Juli 1878, und die Einweihung am 31. August 1879. Die Baukosten beliefen sich auf 45.000 Mark, von denen die Huchtinger 30.000 Mark selbst aufbrachten. Für die Gemeinde, die damals „zu den geringsten des bremischen Staatsgebietes“ gezählt wurde, war dies eine beachtliche finanzielle Leistung. Im Rahmen einer Renovierung in den Jahren 1926–1930 wurde die Kirche elektrifiziert und erhielt einen Heizungsanlage, für die 1928 ein Heizungsraum unter dem Altarfenster errichtet wurde. Nachdem Otto Heider am 24. Januar 1934 den Bremer Kirchentag aufgelöst hatte, hatte der Kirchenvorstand nur noch beratende Funktion, bis er am 22. Juli 1946 wieder eingesetzt wurde.
Im Zweiten Weltkrieg wurde die Kirche durch Beschuss im April 1945 über 60 % beschädigt, da er als Artillerie-Beobachtungsposten diente. In der Nachkriegszeit wurde das Gebäude instand gesetzt, was sich durch die fehlenden finanziellen Mittel, Materialmangel und die Währungsreform verzögerte, sodass der erste Gottesdienst in der Kirche erst am 1. Advent 1948 stattfinden konnte.
Im Jahr 1955 erfolgte die Umbenennung von „Kirchengemeinde Huchting“ in „Evangelische St. Georgs-Gemeinde“. 1956 schaffte die Gemeinde ein neues Geläut an und ließ 1961 ein neues Gemeindehaus errichten. 1964/1965 folgte eine eingreifende Innenrenovierung: Kanzel, Altar und Glasfenster (bis 1967) wurden erneuert. Die 1952 von Oetken ausgemalte Kirche erhielt einen weißen Innenanstrich einschließlich der Fenstergewände und Gewölberippen. Eigenmittel hierfür konnten aus dem Verkauf eines Grundstücks an die Thyssenkrupp Schulte GmbH beschafft werden. Federführend war der Architekt Carsten Schröck. Eine weitere Kirchenrenovierung folgte in den Jahren 1991/1992 auf Anregung des Architekten Ludwig Thimm († 1986), den neugotischen Charakter der Kirche wiederherzustellen: Das Kreuzgewölbe, die Wandpfeiler und die Fensterumrahmungen wurden durch Anstrich der Klinkerbänder in verschiedenen Rottönen farblich hervorgehoben. Versuche scheiterten, die weiße Farbe zu entfernen, da sie in die Steine eingezogen war. 1996 schloss sich eine Turmsanierung an.

## Architektur

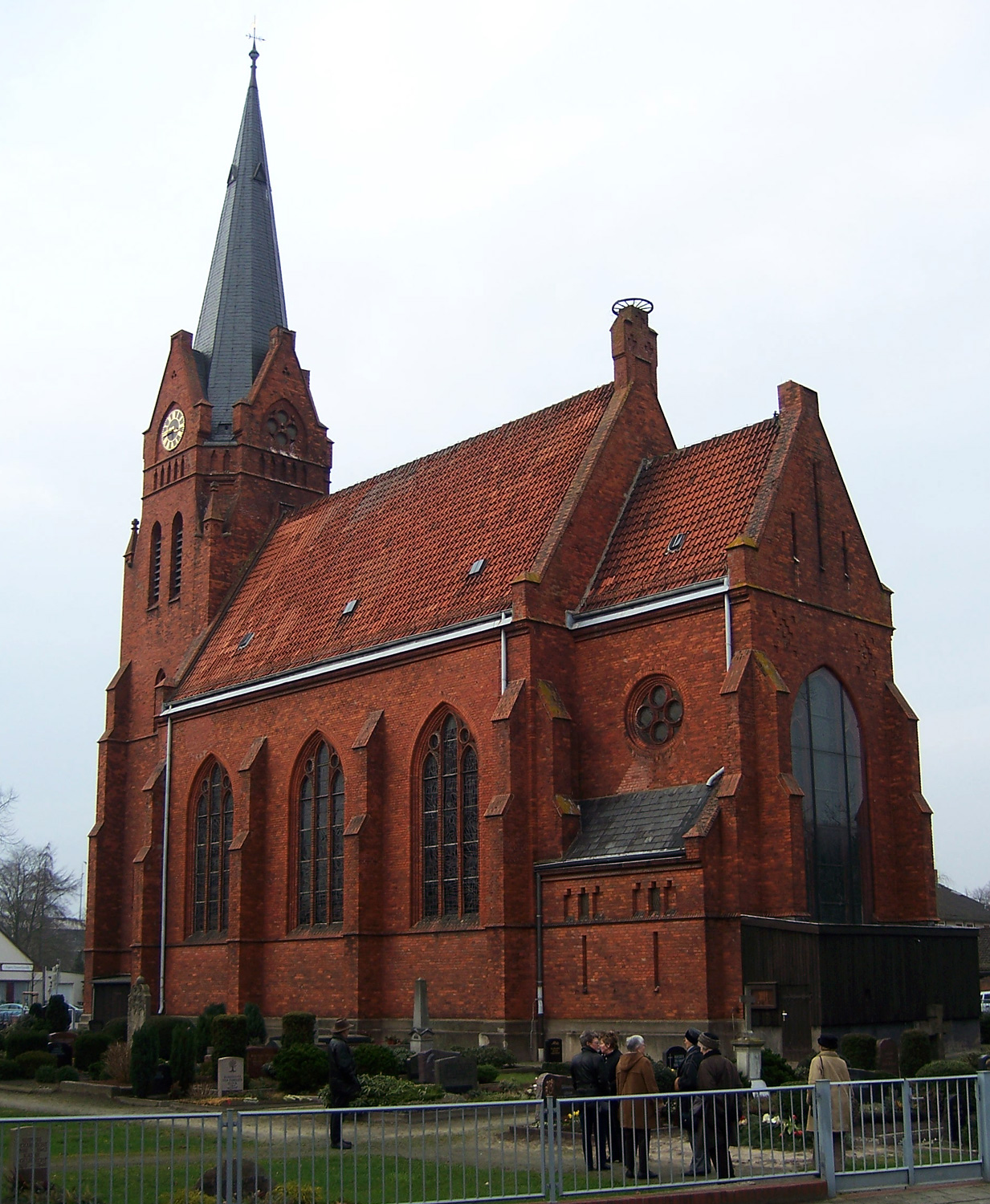
Ansicht von Südosten

Die geostete Saalkirche auf rechteckigem Grundriss ist im Ortszentrum von Kirchhuchting aus roten Ziegelsteinen errichtet. Der neugotische Bau hat einen schlanken, 46 Meter hohen Westturm und einen Rechteckchor.
Das dreijochige Langschiff wird von einem Satteldach bedeckt. Im Zuge der Sanierung des Schornsteins wurde 1975 das Steinkreuz auf dem Ostgiebel an der Ostseite der Kirche aufgestellt. Es hat als Innenmaße eine Länge von 18,25 m, eine Breite von 9 m und eine Höhe von 11,30 m und bietet je nach Bestuhlung 300–400 Menschen Raum. Die Langseiten werden durch je große spitzbogige Maßwerkfenster und abgetreppte Strebepfeiler und horizontal durch einen Sockel und ein umlaufendes Gesims unterhalb der Fenster, das auch den Turm einbezieht, gegliedert. Der Chor ist gegenüber dem Langschiff niedriger und eingezogen. An der Nord- und Südseite ist je ein hochsitzendes Rundfenster mit vier Rundfeldern eingelassen. An der Südseite ist unter einem Pultdach ein kleiner Nebenraum angebaut. Im Inneren öffnet ein Spitzbogen den um zwei Stufen erhöhten Chor zum Langschiff. Der östliche Bereich des Chors weist eine weitere Stufe auf. An der Süd- und Ostwand sind ebenerdig je zwei spitzbogige Blendnischen angebracht.
Der Westturm auf quadratischem Grundriss hat an den Ecken abgetreppte Strebepfeiler und wird durch zwei umlaufende Gesimse gegliedert. Das große spitzbogige, abgestufte Westportal dient als Haupteingang. Darüber ist eine Fensterrose eingelassen. Süd- und Nordseite sind fensterlos. Oberhalb des zweiten Gesimses, in Höhe der Traufe des Schiffs, sind an den drei freistehenden Seiten kleine spitzbogige Öffnungen und im Obergeschoss je zwei größere Schallöffnungen für das Geläut eingelassen. Den Abschluss des aufgemauerten Turms bildet ein achteckiger Fries mit kleinen Blendnischen, dem vier Dreiecksgiebel mit je einer großen spitzbogigen Blendnische aufgesetzt sind. Während in die östliche Blendnische vier Kreisfelder eingelassen sind, tragen die anderen drei Blendnischen die beleuchteten Zifferblätter (1961) der Turmuhr. Aus den vier Giebeln entwickelt sich der oktogonale, verschieferte Spitzhelm, der von einem Turmknauf, einer Wetterfahne und einem vergoldeten Wetterhahn (1996) bekrönt wird.

## Ausstattung

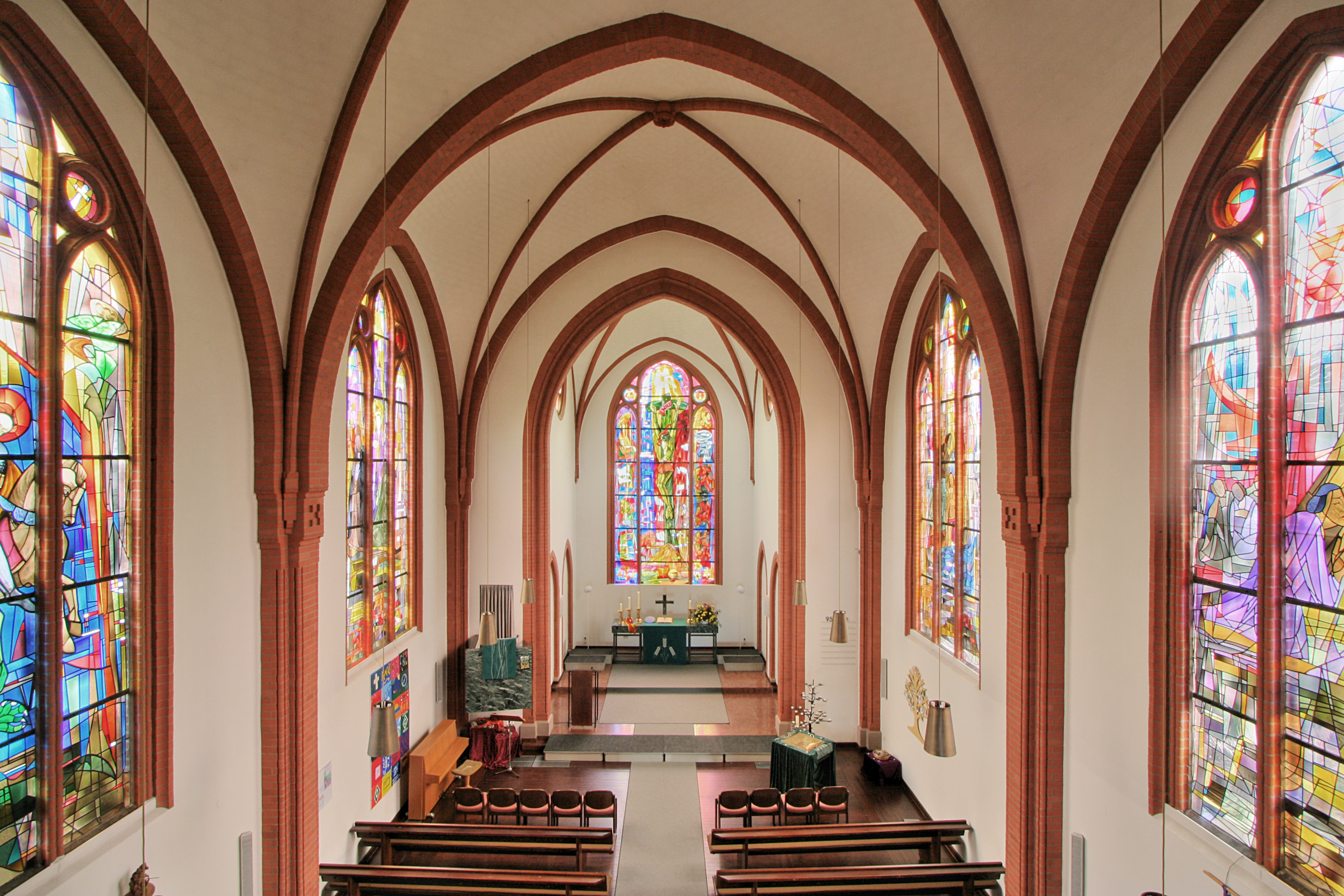
Innenraum Richtung Chor

Bei der Neugestaltung des Innenraumes 1964/65 gestaltete Carsten Schröck Kanzelfront, Taufbecken und Altartisch korrespondierend als schlichte großflächige Platten aus grünem Marmor. Der Abendmahlstisch ist an der Ostseite des Chors aufgestellt, unter dem Glasfenster mit dem Bild des Gekreuzigten. Der Altarschmuck besteht aus einem Bronzekreuz, das Johannes Schreiter gestaltete, und vier Messingleuchtern nach einem Entwurf von Hermann Oetken (1952) mit den Symbolen der Evangelisten (Mensch, Stier, Löwe, Adler) und – ebenso wie vor der Kanzel – einem Antependium. 
Die Messingschale im tischförmigen Marmor-Taufbecken, das wie der Altartisch von einem Metallgestell getragen wird, trägt die Inschrift: „Ein Leib – ein Herr – ein Glaube – eine Taufe“. Sie wurde 1958 von Schreiter gestaltet.
Die Orgelempore in blauer Fassung im Westen des Langschiffs ruht auf vier schlanken Stahlsäulen mit Blattkapitellen. Die Emporenbrüstung hat hochrechteckige profilierte Füllungen in Grau. Das schlichte hölzerne Kirchengestühl von 1960 lässt einen Mittelgang frei.

## Glasfenster

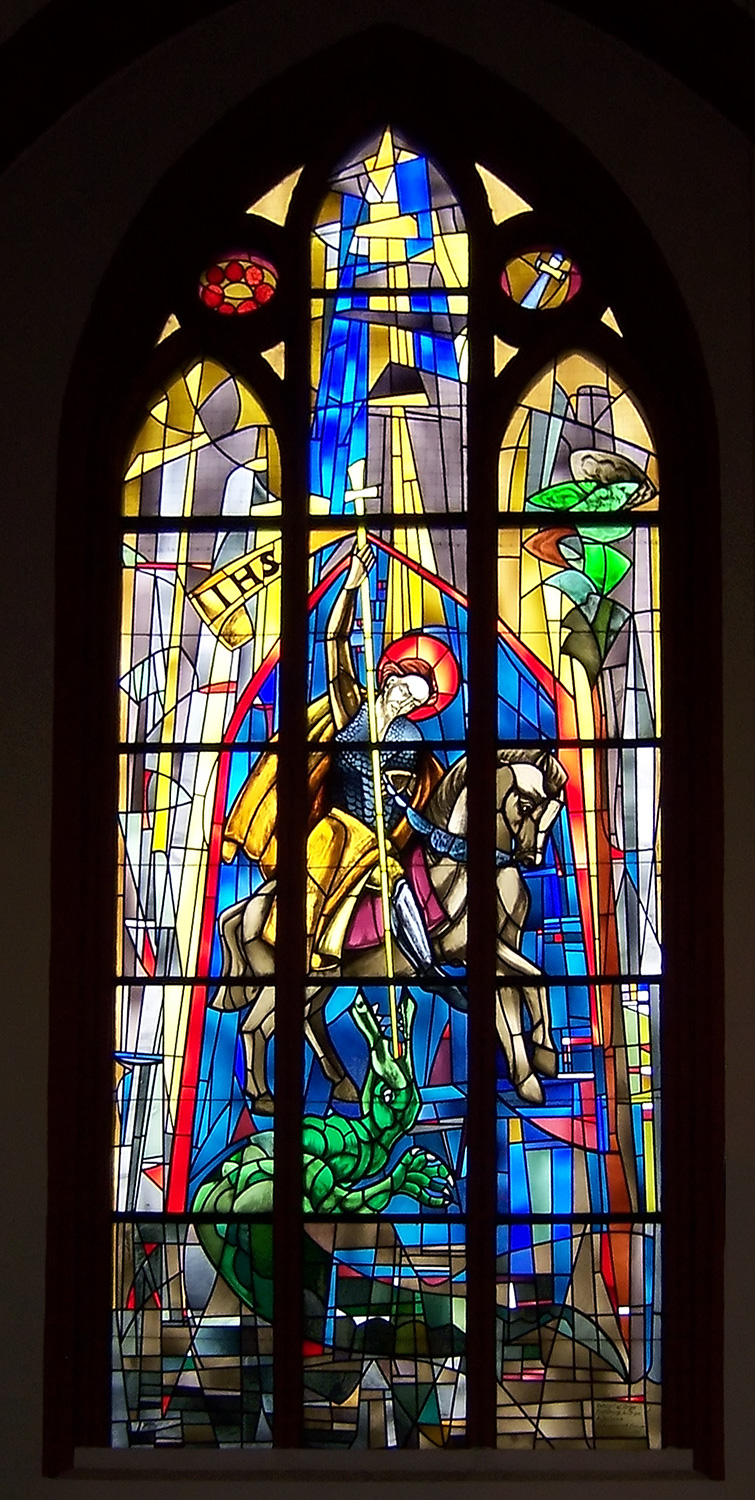
Georgsfenster

Alle sieben Spitzbogenfenster haben drei spitzbogige Bahnen, deren mittlere überhöht ist, und je zwei kleine Kreise im Bogenfeld. Die Glasfenster wurden 1965–1967 nach Entwürfen von Will Torger von den Glaswerkstätten K. Lendenroth gefertigt und verleihen dem hellen Kirchenraum mit ihrer Leuchtkraft eine starke Ausstrahlung: Das östliche Altarfenster zeigt Gott in seiner Trinität, links die Schöpferhand Gottes mit Tieren, Pflanzen, Sternen und dem Menschen, zentral den Gekreuzigten mit Abendmahlskelch und Brot und rechts die Geisttaube mit dem Kreiskreuz. Die Zungen stehen für das Pfingstereignis und den Verkündigungsauftrag an die Apostel. Auf dem Tauffenster über dem Taufstein an der östlichen Südseite ist die Taufe Jesu im Jordan durch Johannes den Täufer dargestellt. Das Kanzelfenster gegenüber hält den predigenden Jesus vor Augen, während die drei Personen für drei unterschiedliche menschliche Typen und Reaktionen stehen: Ablehnende, Nachdenkende und Annehmende. Das Gethsemanefenster zentral im Süden zeigt den betenden Jesus im Bewusstsein seines nahenden Todes und hinter seinem Rücken die schlafenden Jünger. Das gegenüberliegende Georgfenster ist dem Heiligen Georg – Namensgeber der Kirche seit Anfang des 13. Jahrhunderts – im Kampf mit dem Drachen gewidmet, der auf dem Pferd gegen den Drachen kämpft. Seine Lanze trägt das Kreuzzeichen und die Fahne das Christus-Monogramm IHS. Auf der Orgelempore an der westlichen Südseite befindet sich das Davidfenster. Auf der rechten Seiten ist David als Harfenspieler von hellem Licht umgeben, während im mittleren Feld Saul als kranker König in dunklen Farben dargestellt wird. Auf der anderen Seite der Empore musizieren im Engelfenster drei Engeln auf der Gambe, dem Portativ und der Laute unter einem Posaunenengel. Das Bogenfeld des Fensters zeigt „das Lamm Gottes, welches der Welt Sünde trägt“. Die herabsinkenden weißen Lilien auf rotem Hintergrund symbolisieren Gottes Gnade, die sich von Christus auf die Engel und die Erde ausbreitet.

## Orgel

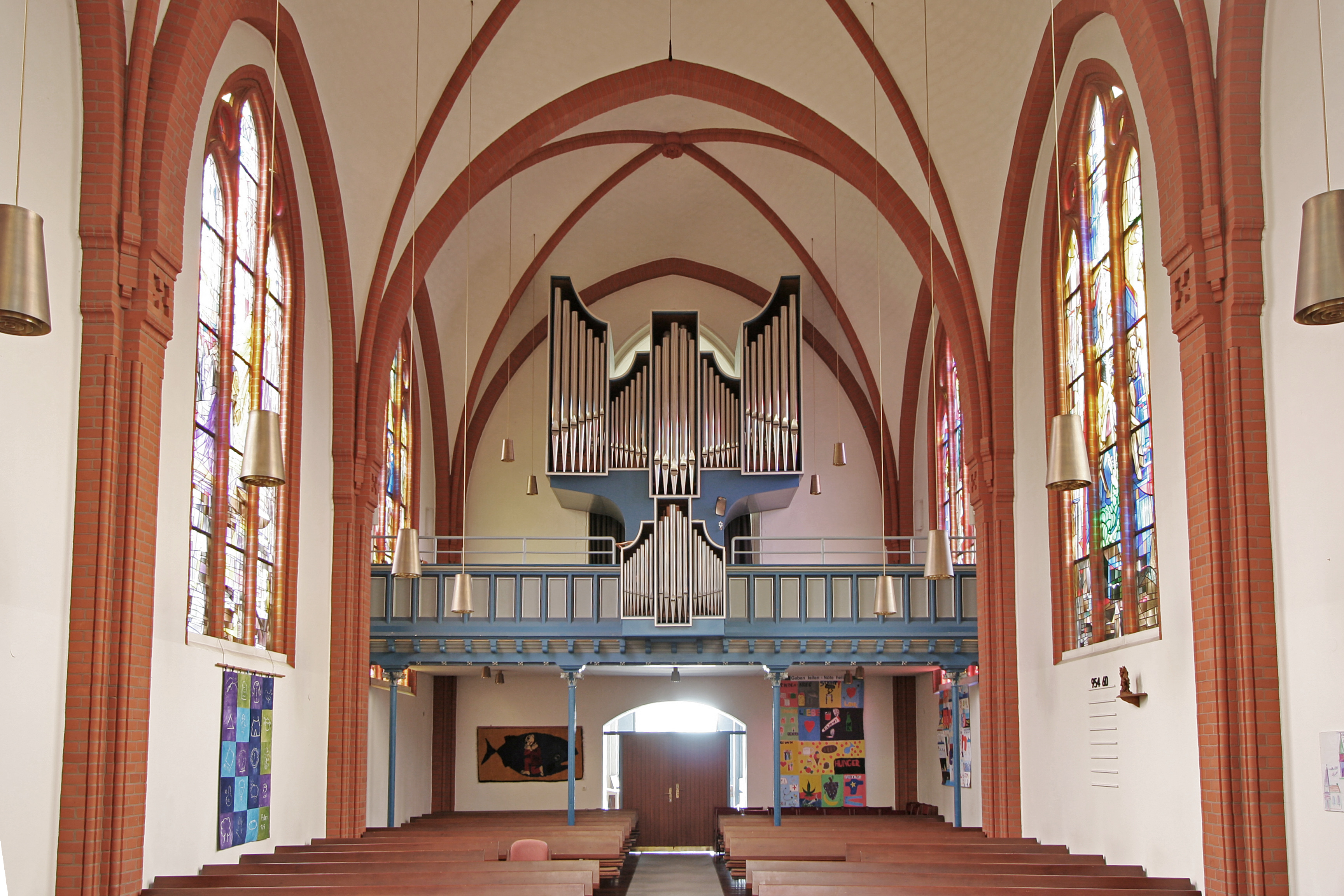
Blick auf die Orgelempore

Die erste Orgel wurde 1880 von Orgelbauer Peternell aus Seligenthal mit 14 Registern eingebaut. Diese kleine und schlichte „Noth-Orgel“ wurde von der reformierten Gemeinde Blumenthal übernommen und trug über Jahrzehnte zu einem kirchenmusikalischen Schwerpunkt der Gemeindearbeit bei. Im Zweiten Weltkrieg litt das Instrument unter Artilleriebeschuss und war in der Folgezeit abgängig.
Die heutige Orgel über der gläsernen Eingangstür aus der Orgelbauwerkstatt Alfred Führer stammt dem Jahr 1958. Im Rahmen der Schröckschen Innenraumgestaltung 1963 wurde die Orgel blau gestrichen. Nachintoniert wurde sie 1977. Eine gründliche Renovierung und klangliche Überarbeitung erfolgte 1993 und eine größere Reparatur 2013. Über zwei Manuale und Pedal erklingen 1512 Pfeifen in 23 Registern. Die Disposition lautet wie folgt:
| I Rückpositiv C–f3 |    |
| Gedackt            | 8′ |
| Prinzipal          | 4′ |
| Blockflöte         | 2′ |
| Oktave             | 1′ |
| Sesquialtera II    |    |
| Scharff IV         |    |
| Krummhorn          | 8′ |
|                    |    |
| Tremulant          |    |

| II Hauptwerk C–f3 |       |
| Quintade          | 16′   |
| Prinzipal         | 8′    |
| Rohrflöte         | 8′    |
| Oktave            | 4′    |
| Gemshorn          | 4′    |
| Nasard            | 2 ⁄3′ |
| Oktave            | 2′    |
| Mixtur IV         |       |
| Trompete          | 8′    |

| Pedal C–f1       |     |
| Subbass          | 16′ |
| Oktavbass        | 8′  |
| Gedacktbass      | 8′  |
| Choralbass       | 4′  |
| Nachthorn        | 2′  |
| Rauschpfeife III |     |
| Fagott           | 16′ |

- Koppeln: II/I, I/P, II/P

Folgende Organisten sind nachweisbar:
- 1897–1962: J. H. Schlöhbohm
- 1907–1912: Wilhelm Bartels
- 1912–1941: Karl Heidorn
- 1941–1962: Marie Auel
- 1962–1997: Nikolaus Dorsch
- 1997–2007: Ruth Drefahl
- 2008–0000: Manuela Buchholz

## Glocken und Turmuhr
Die drei Glocken aus dem Jahr 1956 wurden von der renommierten Glockengießerei Otto in Hemelingen geliefert. Sie haben folgende Durchmesser: 1081 mm, 963 mm, 809 mm, folgende Massen: 350 kg, 575 kg, 780 kg und die Schlagtonreihe: fis – gis – h. Die Glockeninschrift ist auf alle Glocken gemeinsam verteilt und zitiert den Apostel Paulus (Röm 12,12 ): „Seid fröhlich in der Hoffnung“ – „Seid geduldig in Trübsal“ – „Haltet an im Gebet“. Sie ertönen tagsüber viertelstündlich zum Uhrschlag sowie im Rahmen der Läuteordnung. den Seiten Nord, West und Süd öffnet sich die Turmuhr von 1958 und ist damit vom ganzen Kirchspiel aus sichtbar. Erwähnung findet dieser Umstand aus folgendem Grund: Aus der Zeit um 1800 ist ein langwieriger Streit um die Finanzierung der ersten Kirchturmuhr am Turm der damaligen Dorfkirche Huchtings kolportiert. Die erste Uhr hatte nur ein Zifferblatt, welches Richtung Süden zum Ortsteil Kirchhuchting wies. Die Bewohner des westlich gelegenen Mittelshuchtings weigerten sich daher zunächst, den ihnen gemäß dem seinerzeit geltenden Umlageverfahren („Baufuß“) obliegenden Anteil an der Finanzierung zu leisten, da sie die Turmuhr nicht sehen konnten.

## Gemeinde

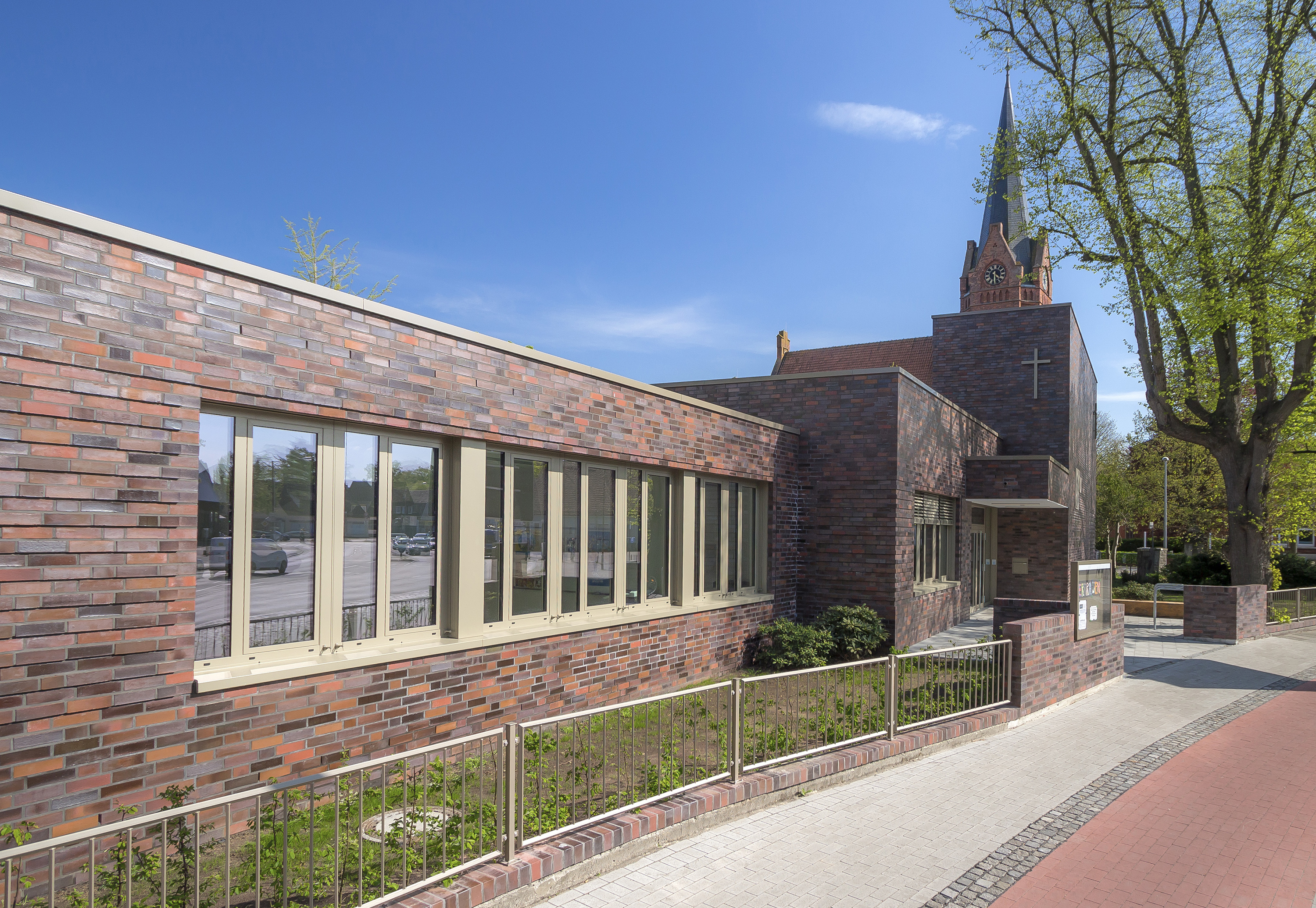
Gemeindezentrum mit Kirche im Hintergrund

Die St.-Georgs-Gemeinde hat eine Pfarrstelle sowie acht haupt- und nebenamtliche Mitarbeiter. Hinzu kommen um die 20 Mitarbeitende der seit 1965 bestehenden Kindertagesstätte. Dort werden in fünf Gruppen 95 Kinder mit und ohne Einschränkungen integrativ betreut und gefördert. Seit 1969 betreibt die Gemeinde das Jugendfreizeithaus St.-Georgs-Hof in Düngstrup bei Wildeshausen. Aufgebaut und instand gehalten wurde und wird der Georgshof von einer kontinuierlichen Gruppe Ehrenamtlicher; die Verwaltung obliegt einer nebenamtlichen Mitarbeiterin.
Derzeit gehören der St.-Georgs-Gemeinde knapp 3700 Gemeindeglieder an (Stand: 1. Januar 2008). Bis in die 1950er Jahre umfasste das Gemeindegebiet den gesamten Stadtteil Huchting. Die Gemeindegliederentwicklung folgte der Bevölkerungsentwicklung bis zu einem Höchststand von mehreren zehntausend Gemeindegliedern Ende der 1950er Jahre. Daraufhin kam es zur Ausgründung von vier selbständigen Nachbargemeinden. Als Antwort auf das seit der Jahrtausendwende kirchenweit als Herausforderung begriffene merkliche Sinken der Mitgliedszahlen befindet sich die St.-Georgs-Gemeinde nunmehr seit 2006 wieder mit zwei dieser Gemeinden, der St.-Lukas-Gemeinde und der Dietrich-Bonhoeffer-Gemeinde in einem umfassenden, Schwerpunkte und Arbeitsbereiche neu gewichtenden Kooperationsprozess. Konzeptionelle und kirchenrechtliche Grundlage der Zusammenarbeit ist der Kooperationsvertrag vom 29. Juni 2008. Im Arbeitsbereich Kirchenmusik kooperiert St. Georg seit 1. Januar 2008 mit der Christuskirche Woltmershausen. Seit 2008 ist Nicole Steinbächer Pastorin der Evangelischen St.-Georgs-Gemeinde in Bremen-Huchting.

### Verfassungsgeschichte
Die St.-Georgs-Gemeinde unterstand seit Alters her dem Patronat des Domes zu Bremen. Seit der Reformation war sie dann unter dem Namen „Kirchengemeinde Huchting“ dem Kirchenregiment des Bremer Rates zugeordnet. Die Stellung als sogenannte „Landgemeinde“ brachte ein besonderes, hochkomplexes Steuer- und Abgabensystem mit sich, das – im Gegensatz zu der im Stadtgebiet herrschenden Wahlfreiheit jedes Gläubigen – einen strikt territorialen Pfarrzwang erforderte. Im Ergebnis wurden so aber in den Landgemeinden in hohem Maße Eigenmittel generiert. Dies mag den Rat noch im September 1850 dazu bewogen haben, dieses „mittelalterlich“ anmutende Modell einer Vielzahl kleiner und kleinster Abgaben- und Entgelttatbestände machtvoll gegen alle Überlegungen zu verteidigen, neue, liberalere Gemeindeverfassungen der Landgemeinden auch auf die Fragen der Gemeindefinanzierung auszuweiten. Erst mit der Gründung der Bremischen Evangelischen Kirche (BEK) 1920 wurden die Landgemeinden den Stadtgemeinden kirchenverfassungsrechtlich gleichgestellt.

### Bekenntnisgeschichte
Eine konfessionelle Festlegung als dezidiert reformierte Gemeinde in Abgrenzung zum Luthertum war noch in der Wahl von Pastor Albert Ferdinand Wessels (Amtszeit 1915–1947) erkennbar. Die mit der Zugehörigkeit zur BEK verbundene Bekenntnisfreiheit der Gemeinde ermöglichte, dass mit Pastor Karl Ernst Johannes Baeßler (Amtszeit 1947–1974) in Huchting der erste Lutheraner seit der Reformation in das Predigtamt berufen und der vorreformatorische Name „St. Georgs-Gemeinde“ am 19. Februar 1951 wieder eingeführt wurde. Beim Altartisch von 1963 finden reformierte Tradition und lutherisches Bekenntnis gleichermaßen Gestalt: Es handelt sich um einen Tisch reformierter Bauart mit lutherischer Ausstattung (siehe oben).
Aus der Zeit des Kirchenkampfes (1933ff.) ist eine überwiegend unkritisch nationalkonservative Position des seinerzeitigen Pastors und der Gemeinde überliefert. Allerdings war Pastor Wessels Mitglied des Pfarrernotbunds.
Zwischen 1969 und 2004 bestand eine zweite Pfarrstelle. Deren Amtsinhaber, Pastor Siegfried Schmidt, brachte eine gemäßigt evangelikale Prägung in die Gemeinde ein. Mit dem zunächst vielseits begrüßten, modernisierenden Aufbruch in den Frömmigkeits- und Gottesdienst-Formen ging aber auch eine zeitweilig harte Richtungsauseinandersetzung einher, welche die haupt- und ehrenamtliche Mitarbeiterschaft zu entzweien drohte. Dies betraf insbesondere die Amtszeit des auf Baeßler folgenden, orthodox lutherisch geprägten, theologisch liberalen Amtskollegen, Pastor Günter Dietrich Altmann (Amtszeit 1974–1993, Sohn von Hans Altmann). Dessen Nachfolgerin, Pastorin Renate Thiele (1993–2006), gelang ein seelsorgerlich-integrativer Ansatz.

## Friedhof
Der kleine, evangelische Friedhof der Kirchengemeinde aus dem 13. Jahrhundert liegt direkt neben der Kirche.